# Emilio López
Emilio López, né le 23 août 1923, à San Luis Potosí, au Mexique, est un ancien joueur mexicain de basket-ball.